# استادیومتر

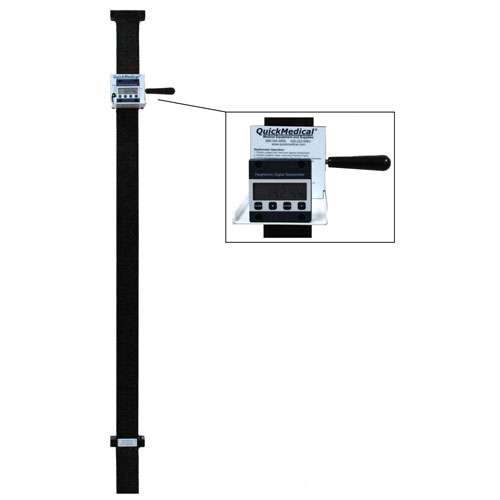
Digital stadiometer with close up insert of the device's headpiece.

استادیومتر (انگلیسی: Stadiometer) که همچنین گاهی (استاتیمتر) خوانده می‌شود، یکی از ابزارهای تجهیزات پزشکی است که از آن برای اندازه‌گیری قد انسان استفاده می‌شود. استادیومتر معمولاً از یک خط‌کش (میلهٔ عمودی درجه‌بندی شده برحسب میلی‌متر) و یک صفحهٔ افقی کشویی که به گونه‌ای قابل تنظیم است که در بالای سر قرار گیرد، ساخته‌شده است. از این دستگاه در معاینه‌های معمولی پزشکی و همچنین آزمایش‌ها و اندازه‌گیری‌های بالینی استفاده می‌شود.
دستگاه‌هایی با مفهوم مشابه، اگرچه با وضوح بالاتر، در کاربردهای اندازه‌شناسی صنعتی مورد استفاده قرار می‌گیرند، جایی که به آنها ارتفاع سنج می‌گویند.